# Писманник Михайло Костянтинович
Писманник Михайло Костянтинович (1905, Могильов, Російська імперія — 1988, Москва, СРСР) — радянський кінодраматург, кінокритик, сценарист. Нагороджений медалями.
Народ. 23 грудня 1905 р. в м. Могильові в родині ремісника. Закінчив три курси Московської Академії зв'язку ім. Подбєльського. 
З 1924 р. працював в органах преси (у газетах «Известия», «Вечерняя Москва», «Літературна газета», в журналах «Новий зритель», «Огонек» та ін.). 
Автор багатьох брошур про артистів кіно і радянські кінофільми (Бориса Чиркова, Віру Марецьку, Михайла Жарова, Тамару Макарову, Любов Орлову тощо), сценарію «Десять кроків на Схід» (у співавт. з О. Абрамовим, «Туркменфільм») та українського фільму «Сторінки минулого» (1958, у співавт. з О. Абрамовим).
Помер 21 квітня 1988. Урна з прахом похована в колумбарії Донського кладовища (м. Москва).